# Landkreis Eichsfeld

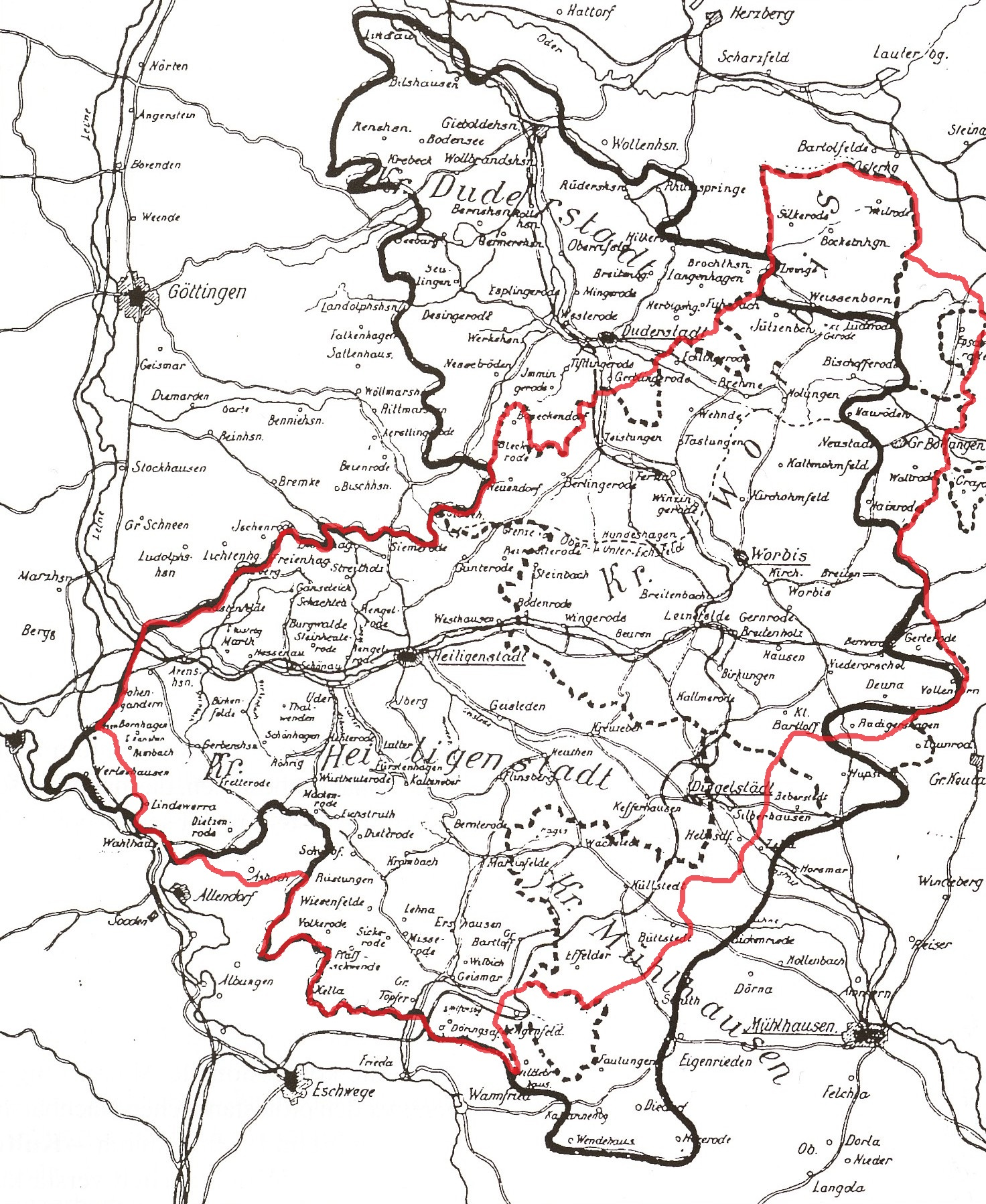
Der Landkreis Eichsfeld nach 1994 (rot) im Vergleich zum historischen Eichsfeld (schwarz)

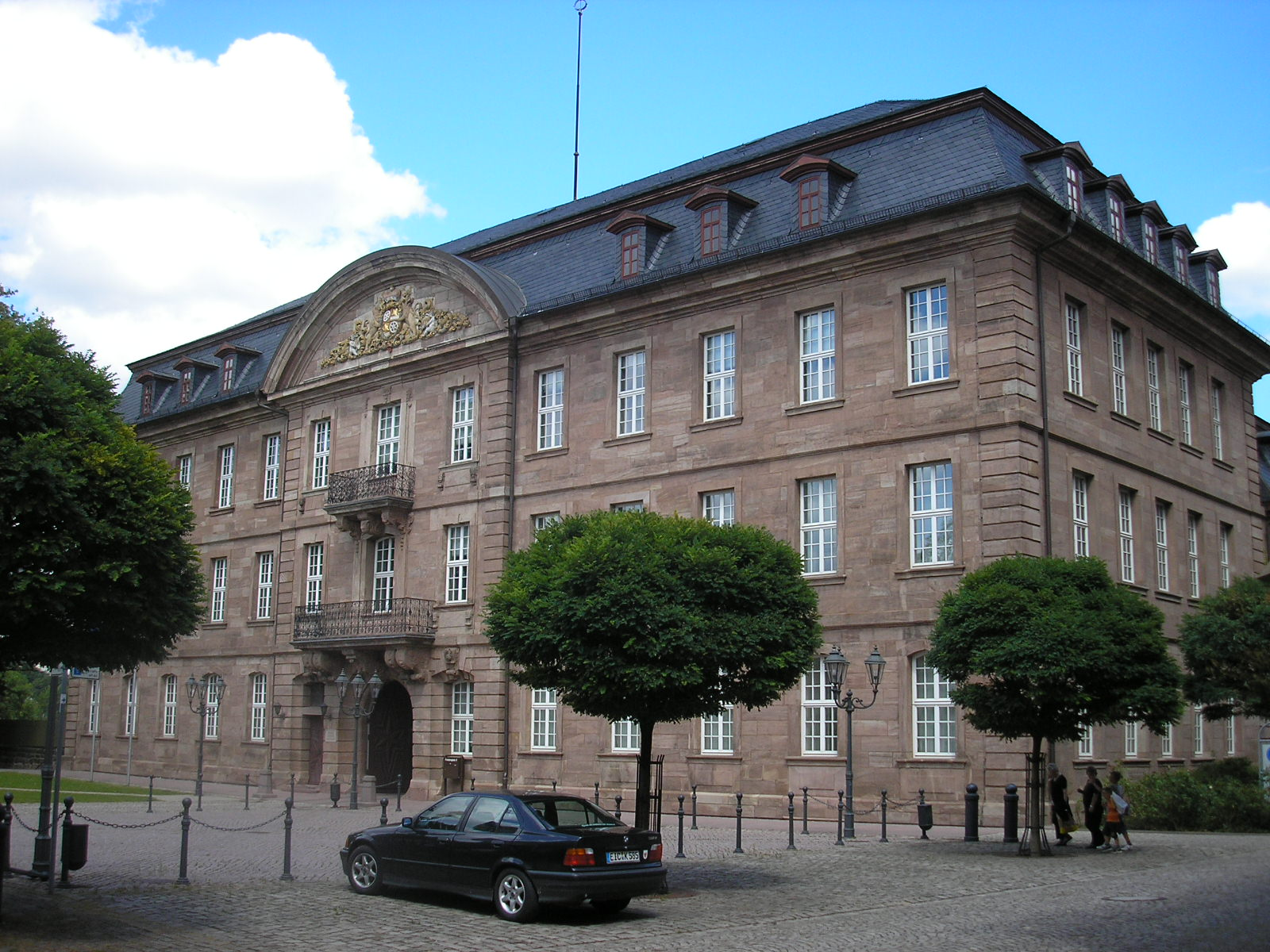
Das Mainzer Schloss in Heiligenstadt, 1736 bis 1738 als Residenz des erzbischöflich kurmainzischen Statthalters erbaut, heute Sitz des Landratsamtes des Landkreises Eichsfeld

Der Landkreis Eichsfeld [ˈaɪksfɛlt] ist ein Landkreis im äußersten Nordwesten von Thüringen. Die meisten Ortschaften des Landkreises gehören zur namensgebenden historischen Landschaft Eichsfeld.

## Geografie
Der Landkreis Eichsfeld liegt im Nordwesten des Freistaats Thüringen, eingebettet zwischen dem Harz im Norden, der Werra und dem Osthessischen Bergland im Südwesten und dem Thüringer Becken im Südosten.
Im Süden des Landkreises wird die Landschaft von ca. 450 m hohen Muschelkalkplatten des Oberen Eichsfeldes, des Düns und der Gobert (mit der 543,4 m hohen Goburg) geprägt. Nach Norden schließen sich die Hügellandschaften des mittleren Eichsfeldes an. Auch hier erheben sich Höhenzüge wie das Ohmgebirge mit dem 533,4 m hohen Birkenberg.
Einige Flüsse haben im Landkreis Eichsfeld ihren Ursprung, wie die Unstrut, die Leine, die Wipper, die Helme und die Hahle.

### Nachbarlandkreise
Nachbarkreise sind im Norden der niedersächsische Landkreis Göttingen, im Osten der Landkreis Nordhausen, im Südosten der Kyffhäuserkreis, im Süden der Unstrut-Hainich-Kreis und im Westen der hessische Werra-Meißner-Kreis.

## Geschichte
Bis 1803 gehörte das Eichsfeld zu Kurmainz, daher ist es bis heute vornehmlich katholisch geprägt. Danach gehörte es zunächst zu Preußen, 1815 kam es aber zur heute noch bestehenden Teilung des Eichsfeldes zwischen Hannover und Preußen. Der preußische Teil kam 1945 an Thüringen und wurde mit diesem später Teil der Deutschen Demokratischen Republik.
Am 8. August 1945 wurde durch Zusammenlegung der bisherigen Landkreise Heiligenstadt und Worbis erstmals der Landkreis Eichsfeld mit Sitz in Heiligenstadt gegründet. Ab 30. September 1946 wurde der Kreis in Landkreis Worbis umbenannt. Mit der Verwaltungsreform 1952 wurde der Landkreis wieder aufgelöst und in die Kreise Heiligenstadt und Worbis aufgeteilt.
Der heutige Landkreis wurde am 1. Juli 1994 durch die erneute Zusammenlegung der Landkreise Heiligenstadt und Worbis geschaffen.
Im Vorfeld einer geplanten zweiten Kreisgebietsreform in Thüringen schlug eine Expertenkommission im Januar 2013 vor, den Landkreis mit dem Nachbarkreis Nordhausen zu einem Großkreis zu verschmelzen. Aus Protest gegen diese Pläne brachte Landrat Werner Henning einen Wechsel des Landkreises nach Niedersachsen ins Gespräch.
In der neuen Legislaturperiode wurde die Gebietsreform in Thüringen im Koalitionsvertrag genannt. Der Landrat des Landkreises Eichsfeld veröffentlichte 2015 und 2016 mehrere Vorschläge, die u. a. die Angliederung der Eichsfelddörfer Anrode, Dünwald, Südeichsfeld und Rodeberg aus dem Unstrut-Hainich-Kreis vorsahen. Die historische Verbindung berechtige diese Gemeinden zu einem Wechsel. Darüber hinaus sollten auch Teile des Landkreises Nordhausen und die Stadt Mühlhausen dem Kreisgebiet hinzugefügt werden. Während die Eichsfelddörfer sich nicht abgeneigt zeigten, stieß dieser Vorschlag beim Landrat des Unstrut-Hainich-Kreises Harald Zanker auf Kritik.
Nachdem im Juni 2016 das Vorschaltgesetz zur Funktional- und Gebietsreform durch den Landtag beschlossen worden war, legte der Innenminister am 11. Oktober 2016 den Regierungsvorschlag zur Neugliederung der Landkreise und kreisfreien Städte vor, der die Fusion des Landkreises Eichsfeld mit dem Unstrut-Hainich-Kreis vorsah. Es folgten weitere Vorschläge zu Kreisfusionen, jedoch scheiterte die Gebietsreform im November 2017.

## Bevölkerung

### Einwohnerentwicklung

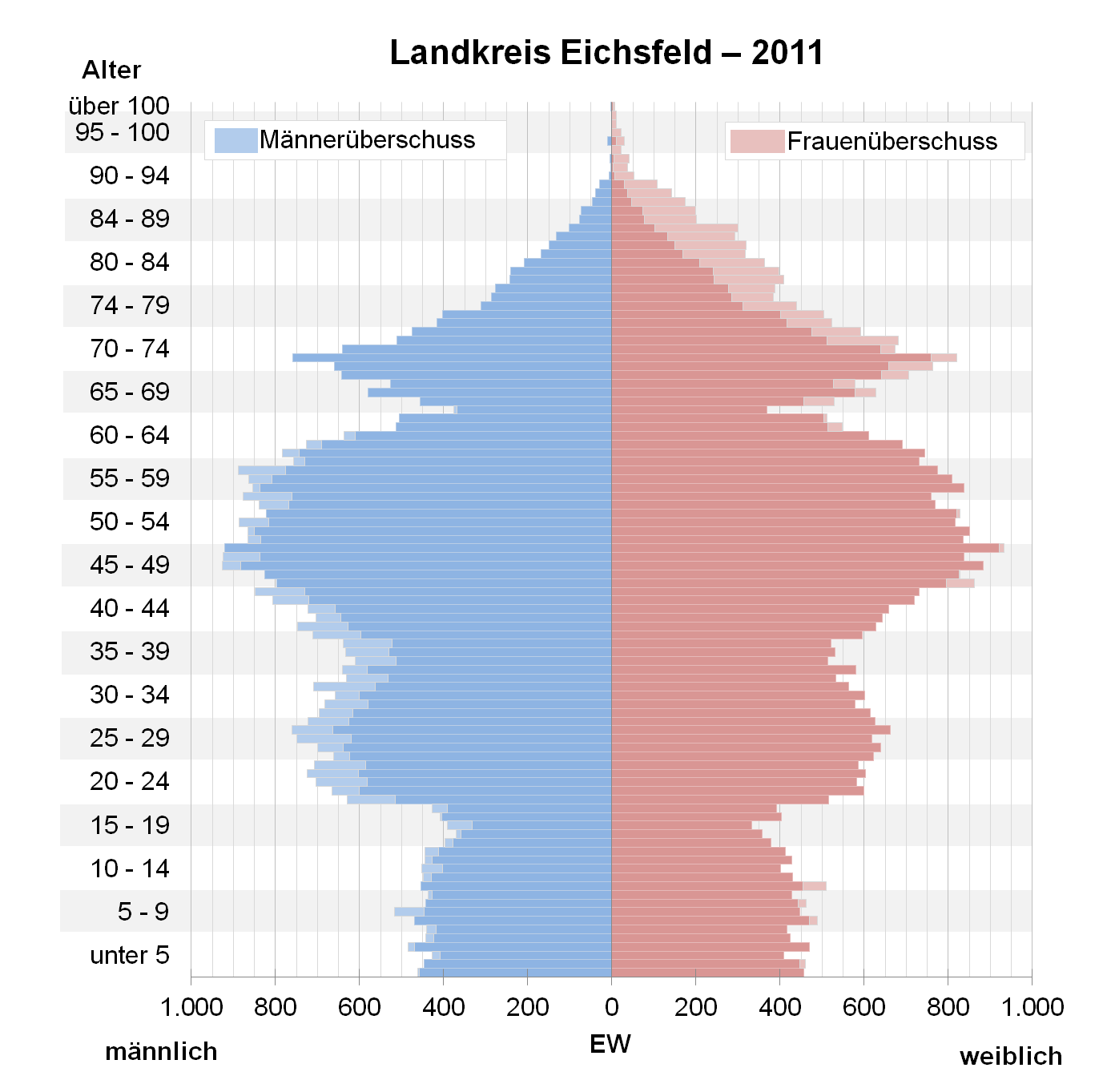
Bevölkerungspyramide für den Kreis Eichsfeld (Datenquelle: Zensus 2011)

| Jahr | Einwohner |
| ---- | --------- |
| 1994 | 117.790   |
| 1995 | 117.588   |
| 1996 | 117.015   |
| 1997 | 116.310   |
| 1998 | 115.379   |
| 1999 | 114.718   |
| 2000 | 114.109   |
| 2001 | 113.427   |
| 2002 | 112.498   |
| 2003 | 111.455   |

| Jahr | Einwohner |
| ---- | --------- |
| 2004 | 110.843   |
| 2005 | 109.999   |
| 2006 | 108.883   |
| 2007 | 107.924   |
| 2008 | 106.937   |
| 2009 | 106.052   |
| 2010 | 105.195   |
| 2011 | 104.549   |
| 2012 | 101.312   |
| 2013 | 100.951   |

| Jahr | Einwohner |
| ---- | --------- |
| 2014 | 100.730   |
| 2015 | 101.325   |
| 2016 | 101.033   |
| 2017 | 100.645   |
| 2018 | 100.380   |
| 2019 | 100.006   |
| 2020 | 099.463   |
| 2021 | 099.324   |
| 2022 | 099.358   |
| 2023 | 102.699   |

| Jahr | Einwohner |
| ---- | --------- |
| 2024 | 103.694   |

Datenquelle: ab 1994 Thüringer Landesamt für Statistik – Werte vom 31. Dezember

### Sprache
Durch die Teilung Deutschlands und den Verbleib der Zugehörigkeit zu Thüringen wird im Obereichsfeld ein spezieller Eichsfelder Dialekt gesprochen. Man hört hier den Thüringer heraus, speziell bei harten Konsonanten. Der Dialekt ist aber deutlich nicht so „verwaschen“ und thüringisch angehaucht wie in den angrenzenden thüringischen Landkreisen. Im Untereichsfeld wird ein ziemlich reines Hochdeutsch gesprochen.

### Religion
Der Landkreis Eichsfeld ist katholisch geprägt. Laut Zensus 2011 waren am Zensusstichtag 70,1 % der Einwohner im Kreis Eichsfeld römisch-katholische Christen. Lediglich 10,8 % waren evangelische Christen und 0,3 % gehörten orthodoxen Kirchen an. Nur 18 % waren keiner öffentlich-rechtlichen Religionsgesellschaft zugehörig. Gemäß dem Zensus 2022 waren 64,2 % der Einwohner katholisch, nur 9,6 % evangelisch, und 26,2 % waren konfessionslos, gehörten einer anderen Glaubensgemeinschaft an oder machten keine Angabe. Der Anteil der Protestanten und Katholiken an der Gesamtbevölkerung ist somit zwischen 2011 und 2022 gesunken. Der Landkreis Eichsfeld ist der einzige Landkreis mit einem mehrheitlich christlichen Bevölkerungsanteil unter allen Landkreisen und kreisfreien Städten der neuen Bundesländer.

## Politik

### Landrat
Landrätin des Kreises Eichsfeld ist seit dem 1. Juli 2024 Marion Frant (CDU). Zuvor war seit der Bildung des Landkreises 1994 Werner Henning (CDU) im Amt.

### Kreistag
Die 44 Sitze im Kreistag verteilen sich seit der Kommunalwahl am 26. Mai 2024 folgendermaßen auf die einzelnen Parteien:
| Partei       | Sitze   | Sitzverteilung im Kreistag Eichsfeld seit 2024Insgesamt 44 Sitze - Linke: 2 - SPD: 1 - Grüne: 1 - ÖDP: 1 - BI: 2 - FW: 6 - FDP: 1 - CDU: 21 - AfD: 9 |
| CDU          | 21 (−1) | Sitzverteilung im Kreistag Eichsfeld seit 2024Insgesamt 44 Sitze - Linke: 2 - SPD: 1 - Grüne: 1 - ÖDP: 1 - BI: 2 - FW: 6 - FDP: 1 - CDU: 21 - AfD: 9 |
| AfD          | 9 (+3)  | Sitzverteilung im Kreistag Eichsfeld seit 2024Insgesamt 44 Sitze - Linke: 2 - SPD: 1 - Grüne: 1 - ÖDP: 1 - BI: 2 - FW: 6 - FDP: 1 - CDU: 21 - AfD: 9 |
| FW Eichsfeld | 6 (+2)  | Sitzverteilung im Kreistag Eichsfeld seit 2024Insgesamt 44 Sitze - Linke: 2 - SPD: 1 - Grüne: 1 - ÖDP: 1 - BI: 2 - FW: 6 - FDP: 1 - CDU: 21 - AfD: 9 |
| DIE LINKE    | 2 (−1)  | Sitzverteilung im Kreistag Eichsfeld seit 2024Insgesamt 44 Sitze - Linke: 2 - SPD: 1 - Grüne: 1 - ÖDP: 1 - BI: 2 - FW: 6 - FDP: 1 - CDU: 21 - AfD: 9 |
| GRÜNE        | 1 (−2)  | Sitzverteilung im Kreistag Eichsfeld seit 2024Insgesamt 44 Sitze - Linke: 2 - SPD: 1 - Grüne: 1 - ÖDP: 1 - BI: 2 - FW: 6 - FDP: 1 - CDU: 21 - AfD: 9 |
| SPD          | 1 (−1)  | Sitzverteilung im Kreistag Eichsfeld seit 2024Insgesamt 44 Sitze - Linke: 2 - SPD: 1 - Grüne: 1 - ÖDP: 1 - BI: 2 - FW: 6 - FDP: 1 - CDU: 21 - AfD: 9 |
| BI           | 2 (±0)  | Sitzverteilung im Kreistag Eichsfeld seit 2024Insgesamt 44 Sitze - Linke: 2 - SPD: 1 - Grüne: 1 - ÖDP: 1 - BI: 2 - FW: 6 - FDP: 1 - CDU: 21 - AfD: 9 |
| FDP          | 1 (−1)  | Sitzverteilung im Kreistag Eichsfeld seit 2024Insgesamt 44 Sitze - Linke: 2 - SPD: 1 - Grüne: 1 - ÖDP: 1 - BI: 2 - FW: 6 - FDP: 1 - CDU: 21 - AfD: 9 |
| ÖDP/Familie. | 1 (±0)  | Sitzverteilung im Kreistag Eichsfeld seit 2024Insgesamt 44 Sitze - Linke: 2 - SPD: 1 - Grüne: 1 - ÖDP: 1 - BI: 2 - FW: 6 - FDP: 1 - CDU: 21 - AfD: 9 |
| HEIMAT       | 0 (−1)  | Sitzverteilung im Kreistag Eichsfeld seit 2024Insgesamt 44 Sitze - Linke: 2 - SPD: 1 - Grüne: 1 - ÖDP: 1 - BI: 2 - FW: 6 - FDP: 1 - CDU: 21 - AfD: 9 |

### Wappen
Blasonierung: „Auf Silber ein roter, goldbewehrter Adler, auf der Brust ein silbernes sechsspeichiges Rad.“
Das Wappen wurde aus dem Majestätswappen König Friedrich Wilhelms III. von Preußen vom 9. Januar 1817 in der Fassung der Berichtigung vom 11. Januar 1864 übernommen. Während das sechsspeichige silberne Mainzer Rad an die Herrschaft der Kurfürsten und Erzbischöfe von Mainz vom 9. Jahrhundert bis 1802 über deren eichsfeldische Exklave erinnert, verdeutlicht der rote brandenburgisch-preußische Adler die nachfolgende Zugehörigkeit zum Königreich Preußen.
Die einzelnen Wappen der Städte und Gemeinden im Landkreis findet man in der Liste der Wappen im Landkreis Eichsfeld.

## Wirtschaft und Infrastruktur
Nach dem notwendigen Strukturwandel und dem damit verbundenen Verlust an Arbeitsplätzen in Industrie und Landwirtschaft haben sich die klein- und mittelständischen Betriebe als Motor des wirtschaftlichen Aufschwunges erwiesen. Davon zeugt vor allem ein stets positiver Gewerbeentwicklungssaldo.
Der Landkreis bietet ein investitionsfreudiges Klima und ein Ansiedlungskonzept, welches die Besonderheiten der Region mit den Interessen der Investoren in Einklang bringt. Die Wirtschaftsstruktur im Landkreis ist überwiegend mittelständisch ausgeprägt. Metallverarbeitung, Maschinenbau, Textilverarbeitung und das Papier- und Ernährungsgewerbe sind die führenden Branchen.
Mit der A38 Göttingen–Halle stellt das Eichsfeld hier das verbindende Element zwischen diesen Räumen dar. Die sehr guten verkehrstechnischen Anbindungen wie auch die historischen Bezüge zum niedersächsischen Bereich des Eichsfeldes begründen eine starke wirtschaftliche Ausrichtung zum Landkreis und dem Oberzentrum Göttingen.
Im Zukunftsatlas 2016 belegte der Landkreis Eichsfeld Platz 345 von 402 Landkreisen und kreisfreien Städten in Deutschland und zählt damit zu den Regionen mit „Zukunftsrisiken“.
Diese Einschätzung wurde allerdings im Zukunftsatlas 2019 wesentlich revidiert: In der Rangfolge liegt der Kreis auf Platz 289 von insgesamt 401 Gebietskörperschaften und wird als Region mit hohen Zukunftsaussichten ausgewiesen.

### Kreiseigene Unternehmen
Der Landkreis Eichsfeld ist ganz oder teilweise an folgenden Unternehmen beteiligt:
- Eichsfeldwerke GmbH (Ver- und Entsorgungsunternehmen)
- Eichsfeld-Klinikum (mit dem Krankenhaus Kloster Reifenstein), mit dem MVZ Eichsfeld
- Klinikgesellschaft Heilbad Heiligenstadt (Rehabilitation), mit der Gesellschaft für Bildung und Soziales
- Eichsfelder Kulturbetriebe

Der Kreis ist weiterhin Mitglied in mehreren Zweckverbänden und Vereinen (Abfallwirtschaft Nordthüringen, Tierkörperbeseitigung Thüringen, Rettungsdienst Nordthüringen, Regional Planungsgemeinschaft Nordthüringen, HVE Touristik Eichsfeld).

### Schutzgebiete
Im Landkreis befinden sich sechs ausgewiesene Naturschutzgebiete (Stand Januar 2017).

## Verkehr

### Schiene
Die Magdeburg-Leipziger Eisenbahn-Gesellschaft machte 1867 mit der Strecke Nordhausen – Leinefelde – Heiligenstadt – Kassel den Anfang mit dem hiesigen Bahnbau (Bahnstrecke Halle–Hann. Münden). Als 1870 die Thüringische Eisenbahn-Gesellschaft mit der Bahnstrecke Gotha–Leinefelde eine Verbindung mit Erfurt schuf, wurde der Abzweigbahnhof Leinefelde zum Bahnknotenpunkt des Eichsfeldes. Auch die Kanonenbahn der Preußischen Staatsbahn (KPStE) über Dingelstädt und Geismar nach Schwebda nahm 1880 ihren Ausgang in Leinefelde, lief aber von Leinefelde bis Silberhausen Trennungsbahnhof parallel zur Erfurter Strecke.
Weitere Strecken der Preußischen Staatsbahn wurden erbaut:
- 1897 Bahnstrecke Leinefelde–Wulften über Worbis, Teistungen und Duderstadt
- 1908–1911 Bahnstrecke Bleicherode–Herzberg über Bischofferode
- 1914 Bahnstrecke Heiligenstadt–Schwebda

Die Obereichsfelder Kleinbahn AG führte seit 1913 von Silberhausen Kleinbahnhof zum Bergbauort Hüpstedt im Kreis Unstrut-Hainich.
Infolge der Teilung Deutschlands wurden zunächst 53 km Strecke stillgelegt:
- 1945: Zwinge–Herzberg 2 km; Teistungen–Duderstadt 3 km; Großtöpfer–Schwebda 2 km, Geismar–Schwebda 3 km
- 1947: Heiligenstadt–Heiligenstadt Ost–Großtöpfer 27 km; Silberhausen Klb–Beberstedt–Hüpstedt 3 km
- 1972: Bischofferode–Zwinge 13 km

Nach der Wende und friedlichen Revolution in der DDR folgten weitere Strecken mit 41 km Länge im Kreisgebiet:
- 1994: Dingelstädt–Küllstedt–Geismar 20 km
- 1996: Silberhausen Tr. Bf.–Dingelstädt 2 km
- 1998: Großbodungen–Bischofferode 3 km
- 2001: Bleicherode Ost–Großbodungen 2 km und Leinefelde–Worbis–Teistungen 14 km

Derzeit findet Personenverkehr nur noch auf Strecken von 57 km Länge statt. Ihn betreiben die Deutsche Bahn und seit 2015 die Abellio Rail Mitteldeutschland.
Eine zweigleisige, elektrifizierte Strecke verläuft von Eichenberg am Westrands des Landkreises (durchgehende Verbindungen von Kassel und Göttingen) über Heiligenstadt – Leinefelde – Benterode Richtung Nordhausen – Halle. In Leinefelde zweigt eine eingleisige, nicht elektrifizierte Strecke zur Landkreisgrenze bei Dingelstedt und weiter über Mühlhausen nach Gotha ab; die Züge fahren meist weiter nach Erfurt und bis Gera (Stand 2024). Auf ca. 1800 Einwohner des Landkreises entfällt damit ein Streckenkilometer, im Vergleich zum Bundesdurchschnitt von ca. 2200 Einwohnern je km Bahnstrecke (2016). Bezogen auf die Fläche des Landkreises ist die Gleisdichte dagegen niedriger als der Bundesdurchschnitt.

### Busverkehr
Der regionale Busverkehr im Landkreis wird von den Eichsfeldwerken GmbH durchgeführt.

### Straßen
In Ost-West-Richtung verläuft die A 38 und die L3080 durch den Landkreis Eichsfeld. In Nord-Süd-Richtung ist die B 247 Duderstadt-Leinefelde-Mühlhausen-Gotha von Bedeutung.

### Kfz-Kennzeichen
Am 1. Juli 1994 wurden dem Landkreis die Kfz-Unterscheidungszeichen HIG (Heiligenstadt) und WBS (Worbis) zugewiesen. Diese wurden am 1. Februar 1995 vom neuen Unterscheidungszeichen EIC abgelöst. Seit dem 24. November 2012 sind aufgrund der Kennzeichenliberalisierung die Kürzel HIG und WBS wieder erhältlich.

### Flugverkehr
Der Flugplatz Eichsfeld, zwischen Heilbad Heiligenstadt und Günterode, wurde 2005 mit einer 750 m langen Asphaltbahn ausgestattet, die nun auch größeren Privatflugzeugen eine Landung ermöglicht.

## Gemeinden
Heilbad Heiligenstadt und Leinefelde-Worbis sind als Mittelzentren ausgewiesen.
Grundzentren sind Arenshausen, Breitenworbis, Dingelstädt, Küllstedt, Niederorschel, Schimberg, Sonnenstein, Teistungen und Uder.
(Einwohner am 31. Dezember 2024)
| gemeinschaftsfreie Gemeinden 1. Am Ohmberg, Landgemeinde (3.577) 2. Dingelstädt, Stadt, Landgemeinde (12.204) 3. Heilbad Heiligenstadt, Stadt (18.230) 4. Leinefelde-Worbis, Stadt (19.957) 5. Niederorschel (5.357) 6. Sonnenstein, Landgemeinde (4.215) erfüllende Gemeinden 1. Uder, Landgemeinde (6.134), erfüllende Gemeinde auch für 1. Asbach-Sickenberg (98) 2. Dietzenrode/Vatterode (125) Verwaltungsgemeinschaften * Sitz der Verwaltungsgemeinschaft - 1. Verwaltungsgemeinschaft Eichsfeld-Wipperaue (7034) 1. Breitenworbis * (3.140) 2. Buhla (464) 3. Gernrode (1.460) 4. Haynrode (688) 5. Kirchworbis (1.282) - 2. Verwaltungsgemeinschaft Ershausen/Geismar (4906) 1. Dieterode (76) 2. Geismar (1.045) 3. Kella (481) 4. Krombach (166) 5. Pfaffschwende (291) 6. Schimberg * (2.140) 7. Schwobfeld (106) 8. Sickerode (136) 9. Volkerode (236) 10. Wiesenfeld (229) | - 3. Verwaltungsgemeinschaft Hanstein-Rusteberg (5.557) 1. Arenshausen (1.025) 2. Bornhagen (236) 3. Burgwalde (230) 4. Freienhagen (288) 5. Fretterode (173) 6. Gerbershausen (603) 7. Hohengandern * (563) 8. Kirchgandern (596) 9. Lindewerra (246) 10. Marth (317) 11. Rohrberg (230) 12. Rustenfelde (524) 13. Schachtebich (236) 14. Wahlhausen (290) - 4. Verwaltungsgemeinschaft Leinetal (5104) 1. Bodenrode-Westhausen * (1.036) 2. Geisleden (985) 3. Heuthen (706) 4. Reinholterode (758) 5. Steinbach (528) 6. Wingerode (1.091) - 5. Verwaltungsgemeinschaft Lindenberg/Eichsfeld (6.547) 1. Berlingerode (1.192) 2. Brehme (1.078) 3. Ecklingerode (696) 4. Ferna (519) 5. Tastungen (246) 6. Teistungen * (2.457) 7. Wehnde (359) | - 6. Verwaltungsgemeinschaft Westerwald-Obereichsfeld (4.649) 1. Büttstedt (856) 2. Effelder (1.193) 3. Großbartloff (890) 4. Küllstedt * (1.267) 5. Wachstedt (443) |

 Datenquelle: Thüringer Landesamt für Statistik
Zu den Begriffen „Verwaltungsgemeinschaft“ bzw. „erfüllende Gemeinde“ siehe Verwaltungsgemeinschaft und erfüllende Gemeinde (Thüringen).

## Gebietsveränderungen

### Gemeinden
- Auflösung der Gemeinde Birkungen – Eingliederung nach Leinefelde (23. Juli 1995)
- Auflösung der Gemeinde Rüdigershagen – Eingliederung nach Niederorschel (1. Januar 1996)
- Auflösung der Gemeinden Ershausen, Martinfeld, Rüstungen und Wilbich – Bildung der Gemeinde Schimberg (1. August 1997)
- Auflösung der Gemeinden Böseckendorf, Neuendorf und Teistungen – Neubildung der Gemeinde Teistungen (1. April 1999)
- Auflösung der Gemeinde Beuren – Eingliederung nach Leinefelde (6. Juni 2000)
- Auflösung der Gemeinden Breitenbach und Wintzingerode sowie der Städte Leinefelde und Worbis – Bildung der Stadt Leinefelde-Worbis (16. März 2004)
- Auflösung der Gemeinde Bernterode (bei Worbis) – Eingliederung nach Breitenworbis (1. September 2009)
- Auflösung der Gemeinden Bischofferode, Großbodungen und Neustadt – Bildung der Landgemeinde Am Ohmberg (1. Dezember 2010)
- Auflösung der Gemeinden Bockelnhagen, Holungen, Jützenbach, Silkerode, Steinrode, Stöckey, Weißenborn-Lüderode und Zwinge – Bildung der Landgemeinde Sonnenstein (1. Dezember 2011)
- Auflösung der Gemeinde Vollenborn – Eingemeindung nach Deuna (31. Dezember 2013)
- Auflösung der Gemeinde Hundeshagen – Eingemeindung nach Leinefelde-Worbis (6. Juli 2018)
- Auflösung der Gemeinden Deuna, Gerterode, Hausen und Kleinbartloff – Eingemeindung nach Niederorschel (1. Januar 2019)
- Auflösung der Gemeinde Bernterode – Eingemeindung nach Heilbad Heiligenstadt (1. Januar 2019)
- Auflösung der Gemeinde Kallmerode – Eingemeindung nach Leinefelde-Worbis (1. Januar 2019)
- Auflösung der Gemeinden Helmsdorf, Kefferhausen, Kreuzebra und Silberhausen sowie der Stadt Dingelstädt – Bildung der Stadt und Landgemeinde Dingelstädt (1. Januar 2019)
- Eingliederung der Ortsteile Beberstedt, Bickenriede, Hüpstedt und Zella aus dem Unstrut-Hainich-Kreis in die Stadt und Landgemeinde Dingelstädt (1. Januar 2023)
- Auflösung der Gemeinden Birkenfelde, Eichstruth, Lenterode, Lutter, Mackenrode, Röhrig, Schönhagen, Steinheuterode, Thalwenden, Uder und Wüstheuterode – Bildung der Landgemeinde Uder (1. Januar 2024)
- Auflösung der Gemeinden Glasehausen und Hohes Kreuz – Eingemeindung nach Heilbad Heiligenstadt (1. Januar 2024)
- Eingliederung des Ortsteils Struth aus dem Unstrut-Hainich-Kreis in die Stadt und Landgemeinde Dingelstädt (1. Januar 2024)

### Verwaltungsgemeinschaften und erfüllende Gemeinden
- Erweiterung der Verwaltungsgemeinschaft Westerwald-Obereichsfeld um die Gemeinde Großbartloff (4. November 1994)
- Erweiterung der Verwaltungsgemeinschaft Westerwald-Obereichsfeld um die Gemeinde Wachstedt (4. Februar 1995)
- Die Stadt Leinefelde wird erfüllende Gemeinde für die Gemeinde Beuren (20. Oktober 1995)
- Erweiterung der Verwaltungsgemeinschaft Südeichsfeld um die Gemeinden Krombach und Martinfeld (4. Juni 1996)
- Auflösung der Verwaltungsgemeinschaften Geismar und Südeichsfeld – Bildung der Verwaltungsgemeinschaft Ershausen/Geismar aus den Mitgliedsgemeinden (1. Januar 1997)
- Auflösung der Verwaltungsgemeinschaft Obere Bode – Eingliederung der Mitgliedsgemeinden in die Verwaltungsgemeinschaft Eichsfeld-Südharz (1. Januar 1997)
- Die Stadt Leinefelde ist nicht länger erfüllende Gemeinde für die Gemeinde Beuren (5. Juni 2000)
- Auflösung der Verwaltungsgemeinschaft Am Ohmgebirge – Eingliederung der Gemeinde Ferna in die Verwaltungsgemeinschaft Lindenberg/Eichsfeld; Eingliederung der restlichen Gemeinden in die neue Stadt Leinefelde-Worbis (15. März 2004)
- Auflösung der Verwaltungsgemeinschaft Eichsfeld-Südharz – Zusammenschluss der Gemeinden Bockelnhagen, Holungen, Jützenbach, Silkerode, Steinrode, Stöckey, Weißenborn-Lüderode und Zwinge zur Landgemeinde Sonnenstein; die Landgemeinde Am Ohmberg wird eigenständige Gemeinde (1. Dezember 2011)
- Ausgliederung der Gemeinde Hundeshagen aus der Verwaltungsgemeinschaft Lindenberg/Eichsfeld (6. Juli 2018)
- Auflösung der Verwaltungsgemeinschaft Eichsfelder Kessel – Eingliederung der Mitgliedsgemeinden in die Gemeinde Niederorschel (1. Januar 2019)
- Ausgliederung der Gemeinde Bernterode aus der Verwaltungsgemeinschaft Ershausen/Geismar (1. Januar 2019)
- Auflösung der Verwaltungsgemeinschaft Dingelstädt – Eingliederung der Mitgliedsgemeinde Kallmerode nach Leinefelde-Worbis; Zusammenschluss der Mitgliedsgemeinden Helmsdorf, Kefferhausen, Kreuzebra und Silberhausen sowie der Stadt Dingelstädt zur Stadt und Landgemeinde Dingelstädt (1. Januar 2019)
- Auflösung der Verwaltungsgemeinschaft Uder – Zusammenschluss der Mitgliedsgemeinden Birkenfelde, Eichstruth, Lenterode, Lutter, Mackenrode, Röhrig, Schönhagen, Steinheuterode, Thalwenden, Uder und Wüstheuterode zur Landgemeinde Uder; diese wird erfüllende Gemeinde für Asbach-Sickenberg und Dietzenrode/Vatterode (1. Januar 2024)
- Ausgliederung der Gemeinden Glasehausen und Hohes Kreuz aus der Verwaltungsgemeinschaft Leinetal (1. Januar 2024)

## Brand- und Katastrophenschutz
Im Landkreis Eichsfeld gibt es ein starkes ehrenamtliches Engagement im Brandschutz. Während die Städte und Gemeinden für den örtlichen abwehrenden Brandschutz und die allgemeine Hilfe zuständig sind, ist der Landkreis Eichsfeld für den überörtlichen und auch vorbeugenden Brandschutz und die überörtliche allgemeine Hilfe sowie den Katastrophenschutz verantwortlich.

### Feuerwehr

#### Liste der Stützpunktfeuerwehren im Landkreis Eichsfeld, welche in der Stützpunktfeuerwehrkonzeption festgelegt sind
- Stützpunktfeuerwehr Heilbad Heiligenstadt
  - mit Außenstandort Uder
- Stützpunktfeuerwehr Leinefelde-Worbis
  - mit Außenstandort Bischofferode (Am Ohmberg)
- Stützpunktfeuerwehr Dingelstädt

Neben ihren örtlichen Aufgaben obliegt es den Stützpunktfeuerwehren, überörtlich im Kreisgebiet andere Feuerwehren zu unterstützen. Die Größen der Ausrückebereiche sind so festgelegt, dass jeder Einsatzort in der Regel innerhalb von 20 Minuten nach der Alarmierung von der Stützpunktfeuerwehr erreicht werden kann. Eine Feuerwehr kann nur als Stützpunktfeuerwehr oder Feuerwehr mit überörtlichen Aufgaben anerkannt werden, wenn sie aufgrund ihrer jederzeit zu gewährleistenden Einsatzbereitschaft in der erforderlichen Stärke und des Ausbildungsstandes der Mitglieder der Einsatzabteilung ständig die ihr zusätzlich vom Landkreis zugewiesene Technik besetzen kann.

##### Weitere Freiwillige Feuerwehren mit überörtlichen Aufgaben
- FF Arenshausen
- FF Breitenworbis
- FF Ershausen

### Rettungsdienst
Im Landkreis sind folgende Hilfsorganisationen durch Stellung eines Rettungsdienstes vertreten:
- DRK Kreisverband Eichsfeld e. V.